# AIK Bandy
AIK Bandy is een bandyclub uit Stockholm in Zweden. De club werd opgericht in 1905. De club werd Zweeds kampioen in 1909, 1914 en 1931.